# La nueva noche de los muertos vivientes
La nueva noche de los muertos vivientes (En inglés Night of the Animated Dead) es una película estadounidense perteneciente al género de terror de zombis animada para adultos, del año 2021, dirigida por Jason Axinn, y con las voces de Josh Duhamel, Dulé Hill, Katharine Isabelle, James Roday Rodriguez, Katee Sackhoff, Will Sasso, Jimmi Simpson y Nancy Travis. La película es una nueva versión de filme original La noche de los muertos vivientes, que maneja elementos anto de esta cono de la versión de 1990, pero que introduce numerosos nuevos elementos posibilitados por la animación avanzada. Es una adaptación de la película de 1968 de George A. Romero La noche de los muertos vivientes.
La película fue la última producción de la franquicia de La noche de los muertos vivientes que contó con la participación y apoyo del creador de la saga George A. Romero, poco antes de su muerte. La película fue distribuida por Warner Bros.

## Argumento
A diferencia de la versión de 1990, La película maneja una trama más fiel a la versión original de George Romero.
Barbara y Johnny son dos hermanos que viajan en un extenso viaje a un solitario cementerio de Pensilvania para colocar flores en la tumba de su padrastro. Al darse cuenta de lo incómoda que está su hermana en el cementerio, ya que está muy próximo el anochecer, Johnny se burla de ella e intenta asustarla. Sin embargo sus bromas son interrumpidas cuando un hombre, sin causa aparente, los ataca. Durante el forcejeo Johnny muere al golpearse la cabeza contra la esquina de una lápida mientras que su hermana huye en su automóvil perseguida por el ser. 
Barbara, conmocionada por los acontecimientos, no consigue dominar el coche y lo estrella contra un árbol prosiguiendo la huida a pie. Halla una casa abandonada donde encuentra el cadáver de una mujer. La protagonista intenta marcharse pero se percata que en los alrededores hay más seres que se comportan como el que la atacó en el cementerio. En un momento crítico Barbara es rescatada por Ben, un hombre joven cuya furgoneta se ha quedado sin combustible, llevándola dentro de la casa y deshaciéndose de los atacantes. Aunque Ben no sabe exactamente lo que está ocurriendo relata su experiencia en un pueblo cercano, en el que los muertos vuelven a la vida y atacan a los vivos. Bárbara, nerviosa y presa del shock, le cuenta lo sucedido en el cementerio y se derrumba profiriendo gritos de súplica por su hermano Johnny.
Aunque no funciona el teléfono, a través de emisiones de emergencia por radio y televisión se comunica a la población que se trata de un fenómeno global, al parecer como consecuencia de un satélite que estaba realizando labores de investigación en Venus. De este modo los zombis buscan víctimas humanas para alimentarse de ellas devorándolas. También mediante estos informes se enteran de que los zombis solamente pueden ser destruidos por un tiro directo o un golpe fuerte en la cabeza y que, para evitar que vuelvan a la vida, los cuerpos deben ser incinerados. 
Bárbara y Ben descubren que hay cinco personas más en la casa escondidos en el sótano: una pequeña familia -(integrada por Harry y Helen Cooper y su hija malherida Karen - y una pareja de jóvenes -Tom y Judy)-. Harry les dice que todos deberían permanecer en el sótano pero Ben se opone argumentando que esconderse en aquel lugar sería demasiado peligroso ya que en caso de que las criaturas accedieran al mismo no podrían escapar.
Durante el registro que hacen en la casa, mientras van tapando los huecos de las ventanas y las puertas para impedir que los zombis puedan acceder al interior, descubren un televisor y consiguen conectarlo. La emisión anuncia que en todas las ciudades hay centros de evacuación en los que se cubren las necesidades básicas y sanidad y advierten del peligro que suponen estos cadáveres resucitados. Ben cree que lo mejor es ir a uno de esos centros para poder estar todos a salvo y poder curar a Karen que había sido mordida por uno de los zombis en el brazo. El centro más cercano se encuentra demasiado lejos para poder llegar a pie de modo que idean un plan para conseguir combustible e ir hacia allá en la camioneta que Ben condujo hasta el lugar. 
Ben, Tom y Judy, armados con una escopeta y antorchas, salen de la casa para intentar repostar combustible de un surtidor que se encuentra en las proximidades de la granja, mientras Harry desde el interior de la casa distrae a los zombis con cócteles molotov. Alcanzan el surtidor pero Tom vierte accidentalmente gasolina en el vehículo provocando un fuego. Debido a la posibilidad de una explosión Tom y Judi alejan la camioneta. Judy se queda atascada con su chaqueta y mientras Tom intenta salvarla la camioneta explota con ambos en su interior. De este modo queda abortada la huida en el único medio de transporte disponible.
Ben vuelve de regreso a la casa perseguido por los zombis pero Harry no lo deja entrar. Tras derribar la puerta y volver a tapiarla, Ben golpea a Harry y lo encara por su cobardía. El conflicto se acentúa después ya que Harry cuestione el liderazgo de Ben y le arrebata la escopeta que llevaba consigo para defenderse en el exterior. Ambos comienzan una pelea que termina cuando Ben dispara a Harry y este se precipita por las escaleras del sótano. Al llegar al suelo Harry es atacado por su hija Karen quien, a consecuencia de la mordedura que había sufrido previamente, para ese momento ya se ha transformado en una zombi y empieza a comer parcialmente a su padre. Helen va tras su marido y descubre no solamente lo que le ha ocurrido durante la pelea con Ben sino la transformación de Karen. Finalmente es asesinada por su propia hija, quien la apuñala con una espátula de jardín.
La situación es crítica y Bárbara y Ben intentan impedir que un grupo de zombis accedan a la casa pero ya solamente están vivos ellos dos y son superados ampliamente en número y fuerza. Las protecciones que Ben colocó en las puertas y ventanas ceden y Bárbara es arrastrada hacia el exterior por el zombi de su hermano Johnny. Rodeada por los demás muertos vivientes, que se disponen a devorarla, Bárbara chilla horrorizada ante la frustración de Ben que se ve incapaz de evitarlo. Al ver que los zombis acceden a la casa Ben decide como última posibilidad de supervivencia encerrarse en el sótano junto a los cadáveres de los Cooper. Antes de bajar se enfrenta a Karen, la hija de los Cooper, que lo ataca después de devorar parcialmente a su padre y asesinar a su madre. Una vez a salvo y con la puerta del sótano atrancada Ben dispara en la cabeza a los Cooper con la escopeta para evitar que lo devoren cuando vuelvan a la vida. De este modo espera que pasen las horas hasta que los zombis se marchen o sean aniquilados por alguna ayuda del exterior.
A la mañana siguiente Ben se despierta por el sonido de unos disparos. Un grupo de cazadores de zombis dirigidos por el sheriff local, pertrechados con fusiles y armas, se encuentra en las cercanías deshaciéndose de todos los muertos vivientes que encuentran a su paso. Ben, creyendo que la pesadilla ha llegado a su fin, decide salir del sótano y se acerca a una de las ventanas de la casa. Pero los cazadores lo confunden con un zombi y le disparan un tiro en la cabeza matándolo en el acto, luego se observa cómo queman el cuerpo muerto de Ben y otros tantos zombis. Durante los créditos finales de la película se escucha la conversación de los distintos casadores de zombis.

## Reparto
- Josh Duhamel como Harry Cooper.[5] En español es interpretado por Marco Di Cesare.

- Katee Sackhoff como Judy[6]

- Dulé Hill como Ben[7] En español es interpretado por José Durán.

- Katharine Isabelle como Barbara[8]

- James Roday Rodriguez como Tom[9]

- Nancy Travis como Helen Cooper[10] En español es interpretada por Dubraska Olivero.

- Will Sasso como el Alguacil McClelland[11]

- Jimmi Simpson como Johnny[12]

## Lanzamiento
La película se estrenó en plataformas digitales el 21 de septiembre del año 2021 y en DVD y Blu-ray el 5 de octubre del 2021.

## Recepción
La película obtuvo críticas positivas en su mayoría tiene una calificación del 75 por ciento en Rotten Tomatoes según 18 reseñas.
Rosie Knight de IGN le dio a la película una crítica mixta y escribió: "... lamentablemente, no hace absolutamente nada para justificar su propia existencia. En cambio, es un refrito del original, incluyendo, la mayoría de lo más importante, la buena animación".